# Doi Nang Non

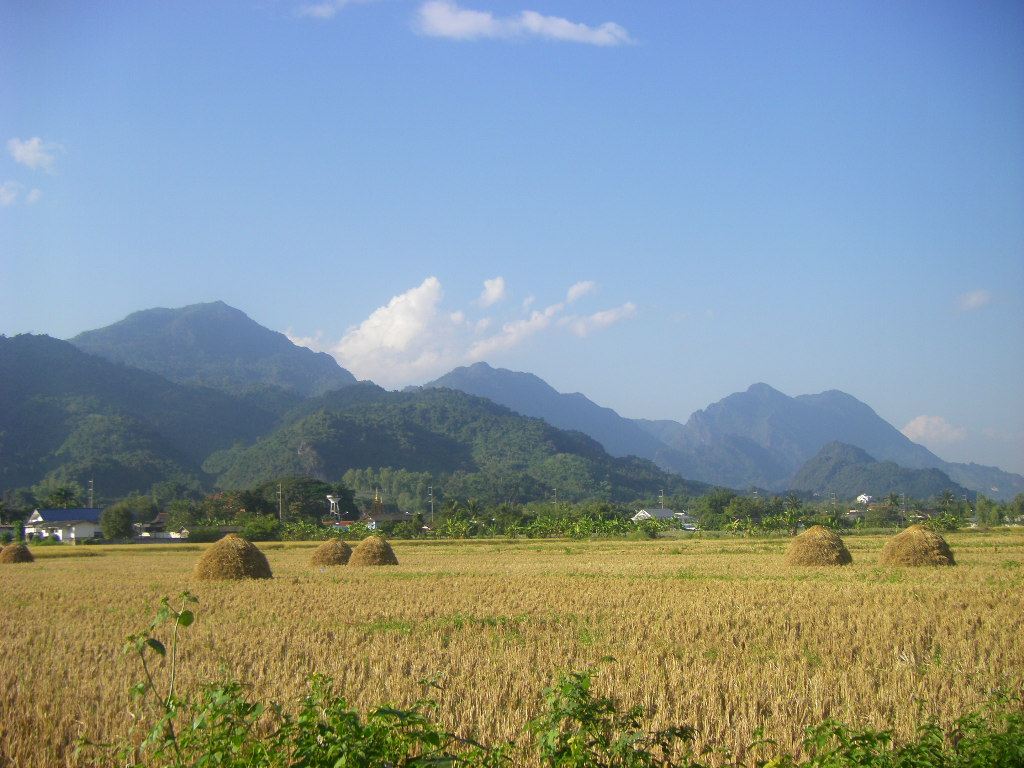
Doi Nang Non

Doi Nang Non (Thai: ดอยนางนอน, „Berg der schlafenden Frau“) ist ein Bergmassiv in Nordthailand und Myanmar.
Es handelt sich um eine Karstformation mit vielen Wasserfällen und Höhlen.
In diesem Gebirge befindet sich das Höhlensystem Tham Luang, in dem Ende Juni 2018 eine Gruppe junger Fußballer wegen Monsunregenfällen eingeschlossen, bis zum 10. Juli jedoch befreit wurde.